# Aaron Abrams
Aaron Abrams (Toronto, 12 mei 1978) is een Canadees acteur, filmproducent en scenarioschrijver.

## Biografie
Abrams studeerde in 2001 af met een bachelor of fine arts aan de theaterschool van de DePaul University in Chicago. 
Abrams begon in 2003 met acteren in de film The In-Laws, waarna hij nog meerdere rollen speelde in films en televisieseries. Hij is vooral bekend van zijn rol als Brian Zeller in de televisieserie Hannibal waar hij al in 27 afleveringen speelde. 

## Filmografie

### Films
Uitgezonderd korte films.
- 2025 Clown in a Cornfield - als Dr. Glenn Maybrook
- 2024 Code 8: Part II - als rechercheur Davis
- 2020 The Lovebirds - als paramedicus
- 2019 Code 8 - als Davis
- 2018 Nose to Tail - als Daniel
- 2018 The Go-Getters - als Owen
- 2018 The Open House - als Brian Wallace
- 2017 From Jennifer - als Ralph Sinclair
- 2015 Regression - als Farrell
- 2015 Closet Monster - als Peter Madly
- 2013 It Was You Charlie - als Tom
- 2012 Jesus Henry Christ - als vader van Malcolm / verpleger Stewart
- 2011 388 Arletta Avenue - als Alex
- 2011 Take This Waltz - als Aaron
- 2011 The Chicago 8 - als Lee Weiner
- 2009 12 Men of Christmas - als Les Pizula
- 2009 Amelia - als Slim Gordon
- 2009 At Home by Myself... with You - als Guy
- 2009 The Good Times Are Killing Me - als Gary
- 2008 Cyborg Soldier - als dr. Tyler Voller
- 2008 Flash of Genius - als Ian Meillor
- 2007 Young People Fucking - als Matt
- 2007 Firehouse Dog - als politieman op brug
- 2006 Zoom - als korporaal Lipscombe
- 2005 Trump Unauthorized - als verslaggever roddelblad
- 2005 Cinderella Man - als fan van 1928
- 2005 Sabah - als paramedicus
- 2004 Siblings - als pastor
- 2004 Resident Evil: Apocalypse - als assistent
- 2003 The Visual Bible: The Gospel of John - als man in menigte voor tempel
- 2003 Ice Bound - als patiënt
- 2003 The In-Laws - als student

### Televisieseries
Uitgezonderd eenmalige gastrollen.
- 2024 Blue Bloods - als Hader - 2 afl.
- 2022-2023 Children Ruin Everything - als James - 34 afl.
- 2018-2020 Spider-Man - als Tinkerer (stem) - 3 afl.
- 2016-2020 Blindspot - als Matthew Weitz - 23 afl.
- 2018 The Oath - als Shankman - 7 afl.
- 2016 Masters of Sex - als Randy - 3 afl.
- 2013-2015 Hannibal - als Brian Zeller - 27 afl.
- 2014 Republic of Doyle - als dr. Jon Ronan - 4 afl.
- 2012 The L.A. Complex - als Ricky Lloyd - 8 afl.
- 2010-2011 Rookie Blue - als Donovan Boyd - 8 afl.
- 2011 Producing Parker - als Simon Nolan - 22 afl.
- 2006-2008 Runaway - als Tannen - 4 afl.
- 2006 The State Within - als Matthew Weiss - 6 afl.
- 2003-2006 Slings and Arrows - als Paul - 6 afl.
- 2005 Stargate Atlantis - als Kanayo - 2 afl.
- 2005 This Is Wonderland - als beveiliger - 2 afl.

### Filmproducent
- 2020 The Lovebirds - film
- 2018 The Go-Getters - film
- 2016 It's Not What You Know - korte film
- 2015 Never Happened - korte film
- 2012 The L.A. Complex - televisieserie - 6 afl.
- 2011 Bob's Burgers - televisieserie - 13 afl.
- 2007 Young People Fucking - film

### Scenarioschrijver
- 2020 The Lovebirds - film
- 2017 The Go-Getters - film
- 2016 It's Not What You Know - korte film
- 2012 The L.A. Complex - televisieserie - 2 afl.
- 2009 Grado 3 - film
- 2007 Young People Fucking - film